# Т-34-100
Т-34-100 — опытный советский средний танк, разработанный в 1945 году на основе серийного танка Т-34-85 с целью увеличения огневой мощи путём установки 100-мм орудия Д-10Т в серийную башню Т-34-85. Серийно не производился, было построено 5 прототипов.

## История создания
Разработки начались уже в июле 1944 года. За работу взялись два конструкторских бюро: ОКБ № 92 и КБ завода № 183. Изначально решили пойти по самому короткому пути и просто установить в стандартную башню Т-34-85 новое орудие. Однако с самого же начала стало ясно, что диаметра башенного погона Т-34 было недостаточно.
Конструирование модели в ОКБ № 92
Несмотря на все проблемы, советские конструкторы ОКБ № 92 во главе с А. Савиным установили 100 миллиметровую пушку ЗИС-100 в серийную башню Т-34-85. Это орудие было сконструировано на основе серийной ЗИС-С-53 (85 мм). Однако испытание оказалось провальным. Выстрел обладал настолько большой отдачей, что трансмиссия и ходовая серийного танка просто не выдерживали. Попытка быстро решить проблему установкой дульного тормоза ситуацию не изменила. Необходима была основательная доработка всей конструкции.
Решение проблем конструкторским бюро завода № 183 (см.ниже)
В середине 1940-х годов активно велись работы по увеличению огневой мощи танков Т-34. Одной из таких работ занималось конструкторское бюро Завода № 183. Основной целью модернизации Т-34 была установка 100-мм танковой пушки. В период с февраля по март 1945 года был изготовлен первый образец танка Т-34-100 с пушкой Д-10Т. Параллельно на Заводе № 92 в инициативном порядке была разработана 100-мм пушка ЛБ-1 для параллельных испытаний в составе модернизированного Т-34-100. Сравнительные испытания пушек проводились на Гороховецком артиллерийском полигоне с 6 по 27 апреля 1945 года. По результатам испытаний пушка ЛБ-1 была признана лучшей. Однако, дальнейшие работы по Т-34-100 не проводились, так как разрабатывался более совершенный танк Т-54. Танк имел то же вооружение, но с более мощным бронированием.

## Описание конструкции
На заводе № 183 под руководством А. А. Морозова решили пойти другим путём. Так как они же уже занимались разработкой нового танка Т-44В (впоследствии Т-54), было предложено использовать башню от новой машины. И тут не обошлось без трудностей. Во-первых, погоны башни отличались – это 1600 у серийной машины против 1700 у новой башни. Во-вторых, необходимость усилить подвеску. В итоге были внесены изменения в конструкцию корпуса, которые повлекли за собой уменьшение экипажа на одного человека обслуживающего курсовой пулемёт, уменьшение толщины днища и надмоторной крыши, а также усиление подвески в районе второго и третьего катков. Машина получила новое обозначение Т-34-100 и возросший до 33 т вес.

### Броневой корпус и башня
Основным отличием от базового варианта является новая конструкция башни. Диаметр погона увеличен до 1700 мм, кроме того, высота самой башни была уменьшена. Топливные баки танка были перенесены в отделение управления.

### Вооружение
В качестве основного вооружения была использована 100-мм нарезная танковая пушка. В качестве вариантов рассматривались пушки Д-10Т и ЛБ-1. По своим баллистическим данным обе пушки соответствовали пушке Д-10С, используемой в самоходной артиллерийской установке СУ-100. Отличия заключались в конструктивном исполнении. В отличие от Д-10Т, пушка ЛБ-1 имела вертикально-клиновой затвор и дульный тормоз. Возимый боекомплект танка составлял 100 выстрелов.
Дополнительно, с пушкой устанавливался спаренный 7,62-мм пулемёт ДТ с возимым боекомплектом 1500 патронов. Курсовой пулемёт в Т-34-100 не устанавливался.

### Ходовая часть
Из-за увеличенной мощности орудия незначительным изменениям подверглась ходовая часть танка, кроме того конструкция силовых передач Т-34-100 не позволяла вести огонь из орудия на ходу.